# 丁武選
丁武选（1897年—1993年1月27日），安徽阜南人，1955年授予中国人民解放军少将军衔，正师级少将。生于1897年，授衔时58岁。1993年1月27日因病逝世，享年96岁。

## 经历
1929年在河南固始加入中国共产党。参见商城五区游击队，参加了马岗、大小周寨战斗。1930年商城5区游击队编入商固独立团担任宣传队长，参加了强攻邓沟、智取王家围子战斗。1930年四、五月间，固始县委在松树岗区成立，任县委宣传部长。1930年九、十月去省委训练班学习，到了1931年五、六月间毕业。留在省委政治保卫局特务营当战士。1931年11月任皖西北道委（书记王平章/郭述申、道苏主席吴宝才）政治保卫局（局长王建南）第2科科长负责对敌侦察。1933年初任红四方面军红四军第十师政治部保卫科科长，川陕省保卫局副局长，独立二师师长兼省保卫局局长。长征后，1936年入红军大学学习。
抗战时期，任八路军129师政治部军法处处长。第二次国共内战时期，任辽东军区政治部军法处处长，东北军区军工部第8办事处副任，四野后勤部兵站部政委。
中华人民共和国成立后，任21兵团后勤部副政委，中南军区后勤部军法处处长，武汉办事处副主任，武汉军区军事法院院长。1955年9月被授予少将军衔。离休后在郑州休息。

## 荣誉
1988年被中央军委授予一级红星功勋荣誉章。